# Lidia (satrapia)
La Lidia (chiamata Sparda dagli Achemenidi) era una satrapia (provincia) dell'Impero achemenide, con capitale Sardi. 

## Storia
Tabalo, assunto da Ciro il Grande, fu il primo satrapo; il suo governo, tuttavia, non durò a lungo poiché i Lidi si rivoltarono. L'insurrezione fu sedata dal generale Mazare e dal suo successore Arpago. Dopo la morte di Ciro, un uomo chiamato Oreto divenne satrapo. Oreto governò la Lidia durante il regno di Cambise e, dopo la morte del re, conquistò l'isola greca di Samo, uccidendone il tiranno Policrate. A causa del suo potere crescente, Dario il Grande ordinò a Bageo di uccidere Oreto. Bageo stesso potrebbe esse stato satrapo per un breve periodo, ma i successivi governatori furono Otane e il fratello minore di Dario, Artaferne.
Durante la rivolta ionica nel 499 a.C., Sardi venne saccheggiata dai Greci. Cinque anni dopo, la ribellione venne sedata e inaspettatamente Artaferne fu molto indulgente nei confronti dei ribelli.
In seguito molti Persiani si insediarono in Lidia. La venerazione degli dei orientali come Anahita, oltre a quella delle divinità lidie "persificate", iniziò. 
Ad Artaferne succedette nel 492 a.C. il figlio, anch'esso chiamato Artaferne. Del periodo 480-440 a.C., non si sa molto sulla Lidia. Nel 440 a.C., il satrapo Pissutne tentò di riconquistare Samo, che si era ribellata a Atene, ma fallì; nel 420 a.C., si ribellò a Dario II, per motivi sconosciuti. Tissaferne, un nobiluomo, venne mandato in Lidia per arrestare e giustiziare Pissutne. Tissaferne divenne satrapo nel 415 a.C. e continuò a combattere Amorge, figlio di Pissuntne.
Dopo che Sparta ebbe vinto Atene al termine della Guerra del Peloponneso, gli Spartani invasero la Lidia. Tissaferne respinse l'invasione di Tibrone nel 399 a.C. ma fu sconfitto a Sardi dal Re di Sparta Agesilao II. Il satrapo venne giustiziato e sostituito da Tiribazo che restaurò l'ordine in Lidia e fu responsabile di una serie di trattati tra i Persiani e le polis greche.
Autofradate fu probabilmente il successore diretto di Tiribazo, e rimase fedele al re achemenide Artaserse II durante una serie di rivolte nel 370 a.C. L'ultimo satrapo di Lidia fu Spitridate, che venne ucciso da Alessandro Magno nella battaglia di Granico. In seguito alla vittoria macedone in quella battaglia, la Lidia venne annessa al vastissimo impero di Alessandro.

### Lista dei satrapi
- Tabalo (546-545 a.C.)
- Mazare (545-ca. 544 a.C.)
- Arpago (ca. 544-?)
- Oreto (prima 530- ca. 520 a.C.)
- Bageo (ca. 520-? a.C.)
- Otane (517 a.C.)
- Artaferne I (513-492 a.C.)
- Artaferne II (492-dopo 480 a.C.)
- Pissutne (prima 440-415 a.C.)
- Tissaferne (ca. 415-408 a.C.)
- Ciro il Giovane (408-401 a.C.)
- Tissaferne (400-395 a.C.)
- Titrauste (395 a.C.-392 a.C.?)
- Tiribazo (392 a.C.?-391 a.C. e poi dal 387 a.C. al 365 a.C.)
- Struta (391 a.C.-387 a.C.)
- Autofradate (c.365 a.C.)
- Spitridate (?-fino 334 a.C.)